# ویلیامزبورگ، نیومکزیکو
ویلیامزبورگ (به انگلیسی: Williamsburg) یک روستا (ایالات متحده آمریکا) در ایالات متحده آمریکا است که در شهرستان سیرا، نیومکزیکو واقع شده‌است.
 ویلیامزبورگ ۱٫۳۲ کیلومتر مربع مساحت و ۴۴۹ نفر جمعیت دارد و ۱٬۲۹۱ متر بالاتر از سطح دریا واقع شده‌است.